# Mann aus Jührdenerfeld

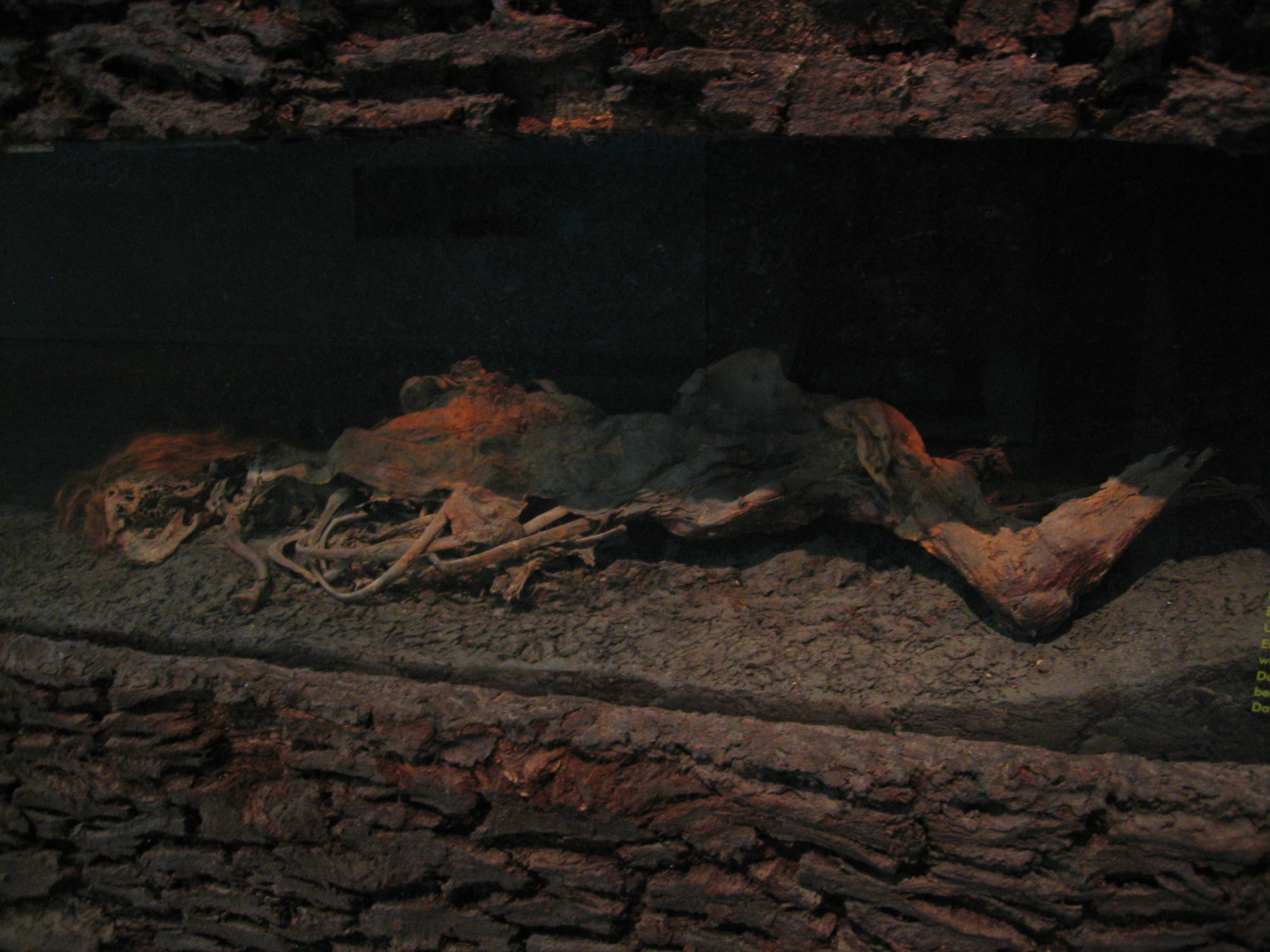
Mann aus Jührdenerfeld in der Dauerausstellung des Museums

Der Mann aus Jührdenerfeld (auch Moorleiche von Bockhornerfeld) ist eine Moorleiche, die im Jahre 1934 in Jührdenerfeld, Gemeinde Bockhorn im Kreis Friesland, gefunden wurde. Heute befindet sich der Leichnam unter der Inventar-Nr. OL 5933 und neben weiteren Moorleichen in der Dauerausstellung des Landesmuseums für Natur und Mensch in Oldenburg.

## Fundumstände
Der Mann aus Jührdenerfeld wurde am 19. November 1934 beim Ausheben eines Entwässerungsgrabens von dem Torfstecher Heinrich Stöfer aus Wapeldorf im Hochmoor entdeckt und am folgenden Tag ins Staatliche Museum für Naturkunde und Vorgeschichte in Oldenburg gebracht. Der Tote lag in einer länglichen, natürlichen Senke im Moor, über ihm lagen drei dicke angespitzte, bis zu 160 cm lange und etwa armdicke Holzpfähle aus Erle und Eberesche. Einer der Pfähle lag längs auf dem Toten, die anderen waren darüber, in Arm- und Beckenhöhe, quer in die Wand der Bodenvertiefung verkeilt, um den Körper an seinem Platz niederzuhalten.

Fundort: 53° 19′ 34,3″ N, 8° 0′ 7,8″ O

## Befunde
Der Mann aus Jührdenerfeld lag in gekrümmter Körperhaltung auf der rechten Seite, das linke Bein war angewinkelt. Beide Arme und das rechte Bein fehlten, was vermutlich auf Tierfraß zurückzuführen ist. Kleine Reststücke der Arme wurden neben der Leiche gefunden. Der Tote war mittelgroß und zum Todeszeitpunkt etwa 35 Jahre alt. Die gut 15 cm langen ursprünglich blonden Haare und der Oberlippenbart waren noch gut erhalten und von der Lagerung im Moor rot gefärbt. Auf dem Rücken und der Vorderseite des Brustkorbes ist die heute lederartige Haut noch großflächig erhalten, an anderen Körperstellen ist sie aufgrund der im Moor vergangenen Eingeweide, des Muskel- und Fettgewebes faltig zusammengeschrumpft. Der Tote wurde bei der Auffindung weitgehend unbekleidet vorgefunden, jedoch war er mit einem Wolltuch und einem Schulterumhang aus Schaffell bedeckt worden. Zu diesem Umhang gibt es mehrere erhaltene Vergleichsfunde wie den der Frau von Elling, des Jungen von Kayhausen, des Mädchens von Dröbnitz oder der Frau von Haraldskær. Möglicherweise war seine weitere Kleidung aus pflanzlichen Fasern, wie z. B. Leinen, die in den Moorsäuren vergangen sind.
Nach einer pollenanalytischen Untersuchung liegt der Todeszeitpunkt zwischen 400 v. Chr. und Christi Geburt. Neuere Untersuchungen verschiedener Proben der Leiche mittels 14C-Datierung konnten diesen Zeitraum weiter eingrenzen, so wurde eine Hautprobe in den Zeitraum zwischen 170 und 45 vor Chr. datiert und eine Haarprobe zwischen 55 v. Chr. und 25 n. Chr.